# 中国小樱蛤
中国小樱蛤（学名：Tellinides chinensis），是帘蛤目樱蛤科Tellinides属的一种。主要分布于中国大陆，常栖息在潮间带至潮下带。